# タンタンと湖のサメ
タンタンと湖のサメ（原題：Tintin et le lac aux requins）は、1972年に公開されたベルギー - フランスのアニメーション映画。「タンタンの冒険』をベースにしている。

## 声の出演
| 役                         | フランス語                          | 日本語     |
| -------------------------- | ----------------------------------- | ---------- |
| タンタン                   | ジャック・カルイユ                  | 草尾毅     |
| ハドック船長               | クロード・ベルトラン                | 内海賢二   |
| ビーカー教授               | アンリ・ヴィルロジュー              | 辻村真人   |
| デュポンとデュボン         | ギー・ピエロー ポール・リアジェール | 永井一郎   |
| ラスタポプロス             | セルジュ・ナドー                    | 坂東尚樹   |
| ビアンカ・カスタフィオーレ | ミシュリーヌ・ダクス                | 薗田恵子   |
| ニコ                       | ジャック・ヴィニツキ                | 浅野まゆみ |
| ノーチカ                   | マリー・ヴィニツキ                  | 三浦友子   |